# Hiyori Kon
Hiyori Kon (en japonés: 今日和; Ajigasawa, Aomori, 1997) es una luchadora de sumo japonesa que trabaja activamente en pro de la igualdad de derechos para que las mujeres compitan profesionalmente en Japón. En 2019, fue incluida en la lista de la BBC de 100 mujeres inspiradoras e influyentes de todo el mundo.

## Trayectoria
Kon comenzó a luchar en el colegio cuando tenía 1 mes de vida, inspirada por el interés que despertaba este deporte en sus hermanos, y comenzó a competir y ganar frente a los niños. Cuando llegó a la universidad, donde estudiaba teoría de género, se convirtió en la tercera mujer en unirse al club de sumo.
Considera que la lucha de sumo no es solo un deporte, sino una forma de expresión. Ha competido en el Campeonato Mundial de Sumo en Taiwán como aficionada, pero de momento no existe ningún torneo profesional en ningún lugar del mundo que permita la participación de mujeres. Esta prohibición se ha llevado hasta el punto de que dos mujeres tuvieron problemas por entrar en el ring para proporcionar primeros auxilios a un hombre que se había derrumbado.